# Liste der Kulturgüter in Bellwald
Die Liste der Kulturgüter in Bellwald enthält alle Objekte in der Gemeinde Bellwald im Kanton Wallis, die gemäss der Haager Konvention zum Schutz von Kulturgut bei bewaffneten Konflikten, dem Bundesgesetz vom 20. Juni 2014 über den Schutz der Kulturgüter bei bewaffneten Konflikten sowie der Verordnung vom 29. Oktober 2014 über den Schutz der Kulturgüter bei bewaffneten Konflikten unter Schutz stehen.
Objekte der Kategorie A sind im Gemeindegebiet nicht ausgewiesen, Objekte der Kategorie B sind vollständig in der Liste enthalten, Objekte der Kategorie C fehlen zurzeit (Stand: 1. Januar 2023).

## Kulturgüter
| Foto |                                                               | Objekt                                     | Kat. | Typ | Standort                                   | Beschreibung |
| ---- | ------------------------------------------------------------- | ------------------------------------------ | ---- | --- | ------------------------------------------ | ------------ |
| BW   | Datei hochladen · Wikidata zu Kapelle (Q29891923)             | Kapelle KGS-Nr.: 06621                     | B    | G   | Fürgangen, Fürgangerweg 18 654836 / 140364 |              |
| ja   | Datei hochladen · Wikidata zu Pfarrkirche Bellwald (Q2082546) | Kirche Sieben Freuden Mariä KGS-Nr.: 06622 | B    | G   | Hauptgasse 8 655457 / 141616               |              |
| BW   | Datei hochladen · Wikidata zu Muttergotteskapelle (Q29891925) | Muttergotteskapelle KGS-Nr.: 06623         | B    | G   | Ried, Hostattgasse 17 655126 / 142432      |              |